# Prenzlau
Prenzlau est une ville allemande, le chef-lieu de l'arrondissement d'Uckermark dans le nord-est du Land de Brandebourg.

## Géographie
La ville, le centre historique de l'Uckermark, se situe sur la rivière Uecker au nord du lac de l'Ucker inférieur. Prenzlau se trouve à environ 100 km au nord de Berlin et à 50 km à l'ouest de Szczecin (Stetin) en Pologne.

### Quartiers
En plus du centre-ville, le territoire communal comprend 8 localités :
| - Alexanderhof - Blindow - Dauer - Dedelow | - Güstow - Klinkow - Schönwerder - Seelübbe |

### Transports
La gare de Prenzlau est desservie par les trains Regional-Express et Regionalbahn.
La Bundesstraße 109 (Templin–Pasewalk) et la Bundesstraße 198 (Woldegk–Angermünde) se croisent au centre-ville. La Bundesautobahn 11 et la Bundesautobahn 20 passent à proximité.

## Histoire
| Appartenances historiques Marche de Brandebourg 1250-1806 Royaume de Prusse (Province de Brandebourg) 1806–1918 République de Weimar 1918–1933 Reich allemand 1933–1945 Allemagne occupée 1945–1949 République démocratique allemande 1949–1990 Allemagne 1990–présent |

Des découvertes archéologiques suggèrent que le site était déjà habité à l'ère du Néolithique. À partir du VIIe siècle, la région fut colonisée par des tribus slaves. Une forteresse (grad) sur la rive occidentale de l'Ucker se maintint jusqu'au XIIe siècle.
Dès la fin du XIIe siècle, les ducs de Poméranie à Szczecin soutenaient la colonisation germanique des domaines. La localité de Prinzlau fut mentionnée pour la première fois dans un acte de l'an 1187. Un important centre commercial, elle a reçu les droits de ville par le duc Barnim Ier le Bon en 1234 et a été entourée par un mur défensif avec des tours fortifiées. En 1250, le territoire de l'Uckermark a été acquis par les margraves Jean Ier et Othon III de Brandebourg.

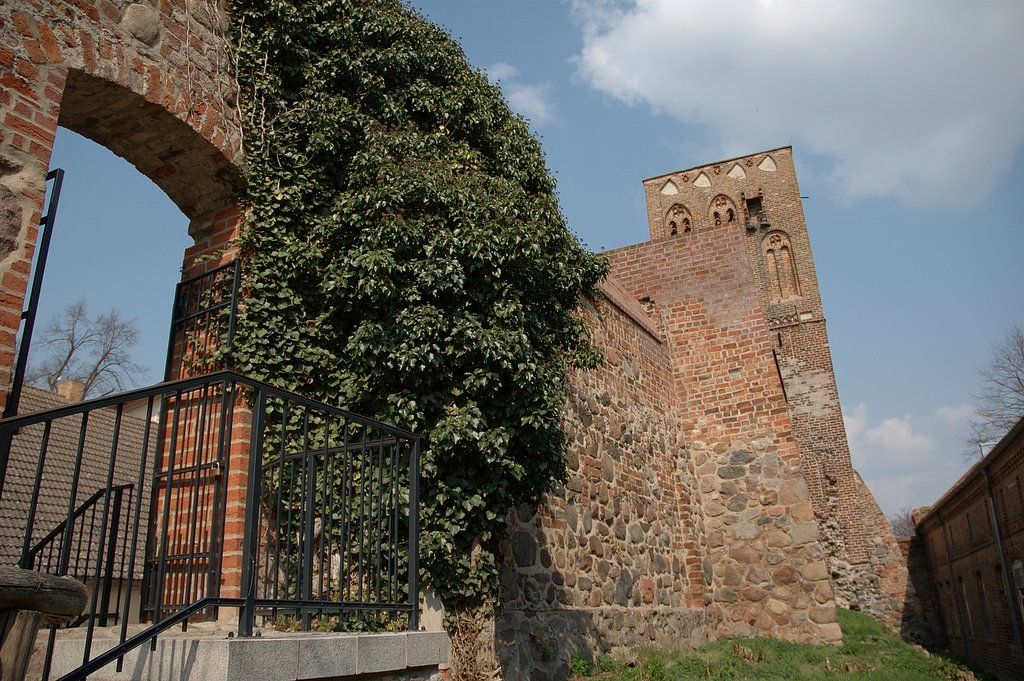
Les restes de la muraille qui encerclait la ville.

Partie intégrante de la marche de Brandebourg, Prenzlau figurait parmi les principales villes de l'État, à côte de Berlin/Cölln, Brandebourg-sur-la-Havel, Francfort-sur-l'Oder et Stendal. Les citoyens ont fait du commerce avec la Hanse. Après les ravages de la guerre de Trente Ans (1618-1648), la ville fut reconstruite sous le règne du « Grand Électeur » Frédéric-Guillaume Ier de Brandebourg qui après l'adoption de l'édit de Potsdam y installa des protestants français (huguenots).
De 1750 à 1757, le futur landgrave Louis IX de Hesse-Darmstadt y vécut avec sa famille auprès de son régiment de l'Armée prussienne. Au cours de la guerre de la quatrième coalition, après la chute de la garnison de Prenzlau le 28 octobre 1806, devant la Grande Armée de Napoléon, le prince de Hohenlohe et son aide de camp von der Marwitz furent emmenés en captivité. Après le congrès de Vienne, en 1815, la ville fut incorporée dans le district de Potsdam au sein de la province de Brandebourg.
Pendant la Seconde Guerre mondiale, le camp de Prenzlau (Oflag II-A) était un camp pour officiers prisonniers de guerre rattaché à la région militaire WK II (Wehrkreis) de Stetin. À la fin de la guerre, la majeure partie du centre de la ville était détruite. Jusqu'à la réunification allemande en 1990, la ville faisait partie du district de Neubrandenbourg au sein de la République démocratique allemande (RDA). 

## Démographie
- Développement de la population dans les limites actuelles. -- Ligne bleue: Population; Ligne pointillé: Comparaison avec le développement de Brandebourg -- Fond gris: Période du régime nazie; Fond rouge: Période du régime communiste
- Évolution recente (ligne bleue) et prévisions sur l'effectif de résidents

| Année | Population |
| ----- | ---------- |
| 1875  | 18 512     |
| 1890  | 20 823     |
| 1910  | 24 327     |
| 1925  | 24 572     |
| 1933  | 25 118     |
| 1939  | 27 697     |
| 1946  | 21 532     |
| 1950  | 22 960     |
| 1964  | 23 267     |
| 1971  | 24 890     |

| Année | Population |
| ----- | ---------- |
| 1981  | 26 020     |
| 1985  | 26 326     |
| 1989  | 26 211     |
| 1990  | 25 900     |
| 1991  | 25 167     |
| 1992  | 24 743     |
| 1993  | 24 451     |
| 1994  | 24 120     |
| 1995  | 23 847     |
| 1996  | 23 630     |

| Année | Population |
| ----- | ---------- |
| 1997  | 23 501     |
| 1998  | 23 133     |
| 1999  | 22 946     |
| 2000  | 22 737     |
| 2001  | 22 225     |
| 2002  | 21 785     |
| 2003  | 21 341     |
| 2004  | 21 039     |
| 2005  | 20 904     |
| 2006  | 20 735     |

| Année | Population |
| ----- | ---------- |
| 2007  | 20 461     |
| 2008  | 20 285     |
| 2009  | 20 173     |
| 2010  | 20 078     |
| 2011  | 19 139     |
| 2012  | 19 045     |
| 2013  | 19 023     |
| 2014  | 19 070     |
| 2015  | 19 275     |
| 2016  | 19 279     |

| Année | Population |
| ----- | ---------- |
| 2017  | 19 110     |
| 2018  | 19 024     |
| 2019  | 18 970     |
| 2020  | 18 849     |

Les sources de données se trouvent en détail dans les Wikimedia Commons.

## Économie et infrastructures
La centrale hybride d’Uckermark-ENERTRAG, la première de ce type en Europe, a été construite à Prenzlau, dans le Land de Brandebourg, pour un investissement de 21 millions d'euros.

## Jumelages
La ville de Prenzlau est jumelée avec :
- Pokhvistnevo (Russie) depuis septembre 1997
- Uster (Suisse) depuis 2000
- Varėna (Lituanie) depuis avril 2000
- Barlinek (Pologne) depuis juillet 2010

## Personnalités
- Chrétien-Frédéric Schwan (1733–1815), éditeur et libraire ;
- Jacob Philipp Hackert (1737–1807), peintre paysagiste ;
- Carl Heinrich von Schöning (1750-1824), homme politique ;
- Frédérique-Louise de Hesse-Darmstadt (1751–1805), reine consort de Prusse ;
- Louis Ier de Hesse (1753–1830), landgrave ;
- Amélie de Hesse-Darmstadt (1754–1832), épouse de Charles-Louis de Bade ;
- Wilhelmine-Louise de Hesse-Darmstadt (1755–1776), première épouse de Paul Ier de Russie ;
- Moritz von Bardeleben (1777-1868), général ;
- Wilhelm Grabow (1802–1874), magistrat et homme politique ;
- Ernst Schering (1824–1889), pharmacien et industriel ;
- Johannes Schmidt (1843–1901), linguiste ;
- Albert Stimming (1846–1922), philologue romaniste ;
- Oscar Florianus Bluemner (1867–1938), peintre moderniste ;
- Herman-Hartmut Weyel (né en 1933), homme politique ;
- Sabine Engel (née en 1954), lanceuse de disque ;
- Brigitte Rohde (née 1954), athlète ;
- Carola Zirzow (née en 1954), kayakiste ;
- Christiane Wartenberg (née en 1956), athlète ;
- René Bielke (né en 1962), joueur de hockey sur glace ;
- Josefine Domes (née en 1981), actrice et musicienne.